# Archie Robertson (Fußballspieler)
Archibald Clark „Archie“ Robertson (* 15. September 1929 in Busby; † 28. Januar 1978) war ein schottischer Fußballspieler und -trainer. Als Halbstürmer war er in den 1950er-Jahren als Spieler des FC Clyde bekannt und gewann mit dem Verein zweimal den schottischen Pokal. Darüber hinaus war er Teil des schottischen Kaders der WM-Endrunde 1958 in Schweden und kam dort im Gruppenspiel gegen Paraguay zum Einsatz.

## Sportlicher Werdegang

### Vereinskarriere
Robertson wurde im schottischen East Renfrewshire geboren. Obwohl er als Junge an Kinderlähmung erkrankt war, konnte er sich davon erholen, erlangte nach dem Schulabschluss an der Eastwood Academy einen Abschluss als Bachelor of Science in Chemie und arbeitete für das Royal Technical College in Glasgow. Noch vor seinem 18. Geburtstag begann er seine Fußballerkarriere im August 1947 beim FC Clyde. Dabei unterschrieb er zunächst beim Jugendverein Rutherglen Glencairn einen Vertrag, womit man sich zu der Zeit für den Fall absicherte, dass ein Talent den Sprung in den Seniorenbereich eines Profivereins nicht schaffte. Robertson, der zunächst nur auf Teilzeitbasis für Clyde aktiv war, gelang dieser Übergang jedoch problemlos und so war er gleich Teil des Teams, ohne für Rutherglen Glencairn ein Pflichtspiel absolviert zu haben.
Der FC Clyde ging Robertsons Entwicklung mit Bedacht an, auch weil dieser mit seinem Studium beschäftigt war. Mit guten Leistungen in der Reservemannschaft ließ er jedoch aufhorchen und sogar zahlreiche englische Vereine zeigten sich interessiert an einer Verpflichtung. Schließlich debütierte Robertson in der Erstligasaison 1949/50 und ließ in der anschließenden Spielzeit 1950/51 weitere Einsätze folgen, die jedoch mit dem Abstieg in die zweite Liga endeten. In der folgenden Zweitligasaison 1951/52 überzeugte die neu formierte Angriffslinie um Robertson, John Buchanan, Sammy Baird, Billy McPhail und Tommy Ring mit dem direkten Wiederaufstieg und 100 erzielten Treffern. Höhepunkt ein 11:1 gegen den FC Cowdenbeath, wobei Cowdenbeath kurioserweise das Rückspiel mit 3:2 für sich entschied.
In der ersten Liga zog Robertson mit seiner intelligenten Spielweise als trickreicher Halbstürmer mit hoher Schusshärte die Aufmerksamkeit auf sich, wodurch er gewisse Defizite in der Schnelligkeit ausglich. Erstmals für ein Auswahlspiel wurde er im September 1954 berufen, als er mit einer schottischen Liga-Vertretung dem nordirischen Pendant in Belfast gegenüber stand. Parallel arbeitete er in einem herkömmlichen Beruf als Gebietsanalytiker in einem Labor der nationalen Behörde für Kohle und analysierte Kohle, Kohlenstaub, Grubenluft und Abwasser. Ein ähnliches Berufsprofil wiesen Bobby Collins von Celtic und für kurze Zeit Ian McColl von den Rangers auf. Die erste bedeutende Trophäe gewann Robertson mit Clyde in der Saison 1954/55, als im ersten im TV übertragenen Finale des schottischen Pokals Celtic besiegt werden konnte. Zuvor hatte Robertson das entscheidende 1:0 im Halbfinal-Wiederholungsspiel gegen den FC Aberdeen erzielt. Im Endspiel rettete Robertson spektakulär per Eckball seinen Verein kurz vor Ende zum 1:1 in die Wiederholungspartie, die Clyde dann nach dem einzigen Treffer von Tommy Ring gewann. Robertsons Einsatz in beiden Partien hatte dabei aufgrund einer Knöchelverletzung auf der Kippe gestanden. Dass die sportliche Entwicklung nicht nachhaltig positiv war, sollte sich bereits ein Jahr später zeigen, als Clyde als amtierender Pokalsieger in die zweite Liga abstieg. Im Jahr darauf meldete sich der Verein als überlegener Zweitligameister zurück und Robertson gewann im Jahr 1958 mit Clyde ein zweites Mal den schottischen Pokal. Mit einem weiteren Abstieg nach Ablauf der Saison 1960/61 verabschiedete er sich und schloss sich dem Ligakonkurrenten FC Morton an, der die vergangene Saison als Tabellenletzter abgeschlossen hatte.
Robertson half dabei, aus dem „Kellerkind“ einen Aufstiegsaspiranten zu machen und nach zwei knapp verpassten Aufstiegen, wurde das Ziel in der Saison 1963/64 erreicht. Dabei sorgte eine Knieverletzung jedoch dafür, dass er dazu keinen eigenen Beitrag leisten konnte. Auch im Endspiel des Ligapokals, das mit 0:5 gegen die Rangers verloren wurde, hatte Robertson gefehlt. Seine Zwangspausen füllte er jedoch mit Gegnerbeobachtungen und präsentierte den Spielern vor dem Finale gegen die Rangers die von ihm erarbeiteten TV- und Taktikanalysen.

### Schottische Nationalmannschaft
Robertson debütierte am 4. Mai 1955 für die schottische Nationalmannschaft anlässlich eines 3:0-Siegs gegen Portugal. Insgesamt bestritt er fünf A-Länderspiele und erzielte bei seinem zweiten Auftritt in Österreich den ersten Treffer zum 4:1-Sieg. Nach einer 1:3-Niederlage gegen die von Ferenc Puskás angeführten Ungarn, gelang ihm im November 1957 gegen die Schweiz (3:2) erneut das erste Tor. Nach seiner Nominierung für die WM-Endrunde 1958 in Schweden absolvierte er ein Gruppenspiel gegen Paraguay, konnte aber die 2:3-Niederlage nicht abwenden. Zu dieser Zeit galt Robertson bereits als künftiger Trainer, der sich gut mit taktischen Angelegenheiten auseinandersetzte. Dabei wurde er vor dem Spiel gegen Paraguay mit Tommy Docherty zur Spielbeobachtung der Südamerikaner geschickt. Den verfassten Bericht sollten die schottischen Funktionäre jedoch ignorieren. Dieser hatte betont, dass die paraguayischen Spieler „rauh, fit und gut“ seien. Da in der schottischen Angriffslinie eher kleine und schmale Spieler vertreten waren, standen diese zumeist auf verlorenem Posten. Nach dem Turnier sollte Robertson zu keinem weiteren Einsatz für die „Bravehearts“ mehr kommen.

### Traineraktivitäten
Im Jahr 1964 wurde Robertson Trainer des schottischen Zweitligisten FC Cowdenbeath, obwohl er parallel weiter als Laboranalyst arbeitete. Zu seinen Entdeckungen, die er unter Vertrag nahm, zählte Andy Rolland und da in der Mittelfeldzentrale ein erfahrener Führungsspieler fehlte, erklärte er sich vorübergehend bereit, diese Rolle auszufüllen. Ihm gelangen drei Tore in fünf Spielen, bevor das Aufbrechen seiner alten Verletzung dafür sorgte, dass er vom aktiven Sport zurücktrat. Insgesamt hatte er für drei Vereine 197 Tore in 466 Spielen erzielt.
Als noch junger Trainer besuchte er Kurse des englischen Fußballverbands in Lilleshall, stellte jedoch fest, dass ihm dort nur wenig zusätzliches Wissen vermittelt werden konnte. Mit neuen Ideen und seinen favorisierten 4-2-4- und 4-3-3-Systemen, die offensive Außenverteidiger und einen Ausputzer als wichtige Elemente vorsahen, war ihm auch das Einstudieren von Routinen bei Eckbällen, Einwürfen und Freistößen wichtig. Die kontinuierliche Weiterentwicklung in Cowdenbeath hatte ihren Höhepunkt in dem Erstligaaufstieg nach der Saison 1969/79 unter Robertsons Nachfolger Andy Matthew. Zuvor hatte Robertson im Januar 1968 die Chance ergriffen, das Traineramt bei seinem Ex-Klub FC Clyde zu übernehmen, nachdem David White zu den Rangers weitergezogen war, um dort Assistent von Scot Symon zu werden. Nun gab Robertson auch seinen Beruf abseits des Fußballs auf.
Robertsons Trainerzeit beim FC Clyde verlief durchwachsen und der oft mit jungen Talenten gespickte Verein, der sich zumeist in der unteren Tabellenhälfte aufhielt, stieg in der Saison 1971/72 in die Zweitklassigkeit ab. Umgehend gelang ein Jahr später als Zweitligameister die Rückkehr in die erste Liga, aber nach nur wenigen Wochen der neuen Spielzeit 1973/74 trat Robertson plötzlich von seinem Traineramt zurück. Über die Gründe beließ er die Öffentlichkeit weitgehend im Unklaren und beschrieb allgemein den Zeitpunkt als „richtig“. Anschließend trat er kurzzeitig als Scout von Tottenham Hotspur auf und kehrte danach in seine schottische Heimat als Chemielehrer an der Hunter High in Calderwood zurück. Dort kümmerte er sich auch um die Schüler-Fußballmannschaft, zu der auch Ally McCoist gehörte. Robertson verstarb im Alter von nur 48 Jahren am 28. Januar 1978 an einer Motoneuron-Krankheit.

## Titel/Auszeichnungen
- Schottischer Pokal (2): 1954/55, 1957/58
- Glasgow Charity Cup (2): 1951/52, 1957/58